# Astragalus microphysa
Astragalus microphysa är en ärtväxtart som beskrevs av Pierre Edmond Boissier. Astragalus microphysa ingår i släktet vedlar, och familjen ärtväxter. Inga underarter finns listade i Catalogue of Life.